# Smrk nad kanálem
Smrk nad kanálem je památný strom severně od obce Srní. Zdravý smrk ztepilý (Picea abies) je srostlicí dvou samostatných stromů, roste u Vchynicko-tetovského plavebního kanálu projektovaného Josefem Rosenauerem. Obvod jeho kmene je 130 cm nad zemí 482 cm a koruna stromu dosahuje do výšky 35 m (měření 1991) i když čtvrtletník časopisu Šumava uvádí výšku 26 metrů. Jeho stáří je odhadováno na 200 let. Smrk je chráněn od roku 1992 pro svůj vzrůst.